# Sunjuzhai
Sunjuzhai (kinesiska: 孙聚寨, 孙聚寨乡) är en socken i Kina. Den ligger i provinsen Henan, i den centrala delen av landet, omkring 130 kilometer öster om provinshuvudstaden Zhengzhou. Antalet invånare är 38 626. Befolkningen består av 19 083 kvinnor och 19 543 män. Barn under 15 år utgör 19,0 %, vuxna 15-64 år 70 %, och äldre över 65 år 9,0 %.
Genomsnittlig årsnederbörd är 879 millimeter. Den regnigaste månaden är juli, med i genomsnitt 185 mm nederbörd, och den torraste är januari, med 6 mm nederbörd.